# Parc éolien de Sainte-Rose (Guadeloupe)
Le parc éolien de Sainte-Rose est situé en Guadeloupe sur le territoire de la commune de Sainte-Rose.